# ألان هوك
ألان هوك (بالإنجليزية: Allan Hawke)‏ هو دبلوماسي أسترالي، ولد في 18 فبراير 1948 في كانبرا في أستراليا.